# Servaas Buysschaert
Servaas Buysschaert (19 maart 1999) is een Belgisch basketballer.

## Carrière
Buysschaert speelde in de jeugd van BC Kortrijk Sport en BC Oostende. In 2018 werd hij kampioen in de tweede klasse met BC Gistel-Oostende. In het seizoen 2018/19 maakte hij zijn debuut voor de eerste ploeg. De volgende seizoenen werkte hij zich in de eerste ploeg en won met Oostende vijf landstitels en een beker van België. In 2022 tekende hij bij voor twee seizoenen.
Voor het seizoen 2025/26 verliet hij landskampioen Oostende waar zijn contract afliep voor Kortrijk Spurs.

### Nationale ploeg
Buysschaert was jeugdinternational voor de Belgische nationale ploeg. In 2016 maakte hij deel uit van de U18-ploeg 3×3-basketbal die zich kwalificeerde voor het EK U18 2016 maar nam daar zelf niet aan deel. In februari 2022 werd hij geselecteerd voor de nationale ploeg maar speelde uiteindelijk niet.

## Erelijst
- Belgisch landskampioen: 2019, 2020, 2021, 2022, 2023, 2024, 2025
- Belgisch bekerwinnaar: 2021, 2025
- BNXT League-kampioen: 2024
- Kampioen tweede klasse: 2018